# 特別市
特別市（とくべつし）とは、通常の市とは異なる、何らかの特別な地方自治制度下にある市を指す。
階層性のある地方自治制度を有する国家において、都道府県相当の最上位の自治体（広域自治体）と市相当の下位の自治体（基礎自治体のことが多いがさらに下位に特別区相当の自治体を持つこともある）との間で階層縦断的な自治体と言える。制度の具体的な内容は国によりさまざまだが、自治権が拡大されることが多い。必ずしも広域自治体・基礎自治体の権限を双方全て持つとは限らず、広域自治体の性格を持つ基礎自治体、あるいは基礎自治体の性格を持つ広域自治体のような場合もある。
ただし制度的にこれらとは大きく異なっても特別市と呼ばれる例もある。「特別市」の呼称も、国によって制度・公用語・歴史的経緯が異なるため、呼称は一定しない。特に漢字圏以外に対しては確立した訳語がないことが多い。日本の地方自治法では、かつて「特別市」が規定されていた。

## 各国の事例

### 東アジア

#### 日本
日本では1947年制定の地方自治法に「特別市」の規定（第3編第1章）が盛り込まれた。同法で「特別市」は、法律に特別の定め（議会の議員の定数に関する規定並びに助役・収入役等の選任の方法及び職務権限など）をのぞくほか、都道府県及び市に属する事務を処理し、都道府県の区域外とされた。特別市に設けられる区は、戦前の東京市・京都市・大阪市の3市で認められていた法人格を有し区会（明治44年勅令第239号及び240号）を持つ区ではなく、法人格を有しない単なる行政区であった。しかし、区長は公選とし有権者の解職請求の対象にもなるなど、一定の住民自治が機能する制度となっていた一方、区に議会は置かれなかった。特別市制度は五大都市（大阪市、京都市、名古屋市、横浜市、神戸市）を候補としていた。
しかし、特別市規定について、府県から大都市を独立させた場合に府県側に残る郡部が大都市から取り残されるという残存区域問題から、五大都市が推進派、関係府県が反対派となって激しく対立し、憲法第95条の観点から1947年12月に地方自治法が改正されて、当該市だけでなく都道府県全体における住民投票で賛成が必要とするよう法改正が行われた。人口構造から京都市を除いて府県の住民投票において特別市の実施に必要な過半数の賛成を得る見込みはなく、また人口構造から特別市への移行が可能と目されていた京都市も当時の政治状況から特別市への移行が困難となったため、特別市制度は事実上凍結状態となった。特別市導入に関する住民投票は実施されずに特別市の導入例がないまま、政府は1956年に地方自治法を改正し、「特別市」の条項を削除のうえ、代わる制度として、行政区分の階層性を残したまま事務の再配分をする「指定都市」制度（いわゆる政令指定都市制度）を導入した。指定都市は広域自治体（都道府県）の下位の階層にあるが、広域自治体の性格を持つ基礎自治体とみなせる。そのため、さまざまな面で都道府県と同列に扱われる。
2000年代後半の道州制論議では、州の格を持つ市である「特別市」の構想も打ち出された。例として、下関市と北九州市による「関門特別市」構想や、東京都区部を「東京特別市」とする案がある。例えば、2008年9月11日に東京商工会議所が「道州制と大都市制度のあり方」についての報告～東京23区部を一体とする新たな「東京市」へ～（委員会報告）を提起し、その中で「魅力ある世界都市・東京を実現し、東京23区部において自己決定と自己責任を果たすにふさわしい自主自立の基礎自治体を実現するために、都区制度を廃止し、東京23区部を一体とする新たな「東京市」が必要」と提言した。又、村上弘によれば、800万人の人口規模になると、ベルリン都市州やロンドン市と同じく、東京市を復活させかつ特別区の自治も認める可能性があることを指摘されている。
東京都は、広域自治体である都道府県でありながら、区部に関して市（基礎自治体）としての機能の一部を担っている。これは東京府が東京市を吸収合併した歴史的経緯により、「府県と市を兼ねた自治体」としての性質を持つ。人口1000万人近い広域自治体が都市自治体の重要権限・機能を兼務（吸収）する制度は、海外でも英国の大ロンドン市や中国の地級市といった類例が存在するが、不文憲法の国である英国の大ロンドン市のモデルを日本に輸入した場合、日本国憲法が規定する「地方自治の本旨」に反するとされる。
なお、東京都（制）は、大日本帝国憲法下の1943年に戦争遂行のために導入され、又、前身である東京府は、明治維新期に天皇が派遣する代官が統治する単位として設定され、どちらも都市自治のためにつくられた区画ではないことに留意すべきである。東京都は、大都市以外にも独立性のある中小都市や農村はおろか歴史上の経緯から島嶼部を含み非常に範囲が広いため、都の内部で中心都市だけを特別区に分割し、郊外や農村部は一般の市町村を残すという異例な不均一の内部構造をとり、国際的標準から外れたものである。
横浜市、川崎市、相模原市等は、市域内の地方事務すべてを担う「特別（自治）市」の法制化を求めている。一方、神奈川県は否定的な見解を示している。

#### 大韓民国
大韓民国には、道に属さない市が8市ある。ソウル・世宗・釜山・大邱・仁川・光州・大田・蔚山である。
そのうちソウルのみが「特別市」、世宗は「特別自治市」であり、他の6市は「広域市」である。ただし、特別市・特別自治市も広域市も権限は同等である。
広域市はかつて「直轄市」と呼ばれていたが、1995年に「広域市」に名称が改められた（当時は釜山・大邱・仁川・光州・大田の5市）。名称変更後の1997年に、蔚山が広域市に昇格している。

##### 世宗特別市への昇格推進
2017年4月27日午前、李京熹韓国国民党大統領候補が世宗特別自治市庁で記者会見を開き、「世宗市を特別市に昇格させる」と述べた。また、「青瓦台と国会、大法院、憲法裁判所、監査院を政府世宗庁舎に移転して地方分権を強化する」と述べた。ただし、同候補は2017年大韓民国大統領選挙において得票率0.03%に終わっている。

#### 朝鮮民主主義人民共和国
朝鮮民主主義人民共和国では、現在は首都平壌が直轄市、羅先・南浦・開城が「特別市」とされ、いずれも道に属していない。
なお、開城・咸興・清津・羅津-先鋒（現：羅先）・南浦の5都市は一時期平壌と同じ「直轄市」に位置付けられたことがある。

#### 中華民国（台湾）
中華民国（台湾）の行政区分制度は、南京国民政府時代の制度が若干の修正を受けて使われている。
現在の直轄市のルーツとなる制度は当初特別市と呼ばれていたが、1930年に院轄市と改称された。1994年には直轄市自治法施行により直轄市と改称され、現在に至る。
省と同格で国に直属する都市は直轄市だが、現在の台湾では、省は事実上廃止されているため、省に属し県と同格の市（中華人民共和国の県級市に当たる）も、事実上直轄市と同格である。ただし、直轄市と市は現在でも区別されており、権限にも差がある。
従来の直轄市は、台北・高雄の2市のみであったが、2010年12月25日に台中・台南・新北、2014年12月25日に桃園が加わり6市となった。台中・台南は市からの昇格、新北・桃園は台北県からの昇格である。そのため、市は5市から基隆・新竹・嘉義の3市に、県は13県となった。

#### 中華人民共和国
中華人民共和国の自治制度は、中華民国時代の制度を大枠では踏襲しており、台湾の制度に似ている。
省と同格で、国に直属する都市は直轄市と呼ばれ、北京・重慶・上海・天津の4市がそれである。中国の直轄市は、他国の相当する制度の市と比較して極端に面積が広く、日本の都道府県に匹敵する面積を有している。例えば、重慶市は北海道よりも広い。
香港・マカオの2特別行政区は、省に属しておらず、省や直轄市と同格ではあるが、法域が異なる属領としての性質もある。

### その他のアジア

#### インド
インドには州に属さない7つの連邦直轄地がある。
首都デリーは連邦直轄地の1つデリー首都圏である。デリー首都圏は同時に市にも相当する。
チャンディーガルは1市で連邦直轄地の1つとなっている。パンジャーブ州とハリヤーナー州の州都でもあるが、いずれの州にも属さない。

#### カザフスタン
カザフスタンでは首都アスタナと最大都市アルマトイ、南部の大都市シムケントが州に属さない。
バイコヌールも州に属さない都市だが、ロシアによる租借地であり性質が異なる。

#### カンボジア
カンボジアの首都プノンペンは、州に属さず、都ないしは特別市 (ក្រុង, krong, municipality) と呼ばれることがある。ただし、州の下の郡と同格の自治体にも同じ呼び名の市がある。
かつては、ケップ、パイリン、シアヌークビルも（州と同格の）特別市だったが、2008年に州となった。

#### キルギス
キルギスでは首都ビシュケク、オシが州に属さない特別市である。それぞれ、チュイ州、オシ州の州都でもあるが、それらの州には属さない。

#### タイ
タイでは首都バンコクが、県（チャンワット）に属さない首都府である。
パタヤ特別市はチョンブリー県バーンラムン郡に属す。

#### ベトナム
ベトナムでは首都ハノイ、ホーチミン、ダナン、ハイフォン、カントーの5市が、省に属さない中央直轄市 (Thành phố trực thuộc trung ương, direct-controlled municipality) である。

#### マレーシア
マレーシアの首都クアラルンプールのほか、ラブアン、プトラジャヤが連邦直轄領 (Wilayah Persekutuan, Federal Territory) であり、州に属さない。
この外に、首都特別市・特別市という制度があるが、これは日本の政令指定都市・中核市等に似た、州の下にとどめつつ権限を拡大させる制度である。クアラルンプール、北クチン、コタキナバルの3首都特別市、イポー、南クチン、ジョホール・バル、シャー・アラム、ムラカ・ベルセジャラ、アロー・スター、ミリ、プタリン・ジャヤ、クアラ・トレンガヌの9特別市がある。

### アフリカ

#### エチオピア
エチオピアでは首都アディスアベバ、ディレ・ダワの2市が州に属さない自治区である。また、ハラリ州は制度上は州だが、大部分を占めるハラールとしばしば同一視される。

#### ケニア
ケニアの首都ナイロビは単独でナイロビ郡 (Nairobi County) を構成する。ただしナイロビ市とナイロビ郡は、地域は同じだが別の自治体として並存する。

#### コンゴ共和国
コンゴ共和国では首都ブラザヴィルとポワントノワールの2市が地方（デパルトマン）に属さない。

#### ジンバブエ
ジンバブエでは首都ハラレとブラワヨの2市が州に属さない。

#### タンザニア
タンザニアの旧首都ダルエスサラームが州の1つダルエスサラーム州 (Mkoa wa Dar es Salaam) であるのに対し、新首都ドドマは、ドドマ州の下にある普通の市である。

### 南北アメリカ

#### アメリカ合衆国
アメリカ合衆国では、首都ワシントンD.C.が州に属さないコロンビア特別区  (District of Columbia) である。ただし、州としての権限はきわめて限られる。
アメリカでは郡が自治体であり、郡に属さない独立市や、市と同時に郡でもある市郡があるが、これらは州には属す。

#### ベネズエラ
ベネズエラではリベルタドル市が単独で州と同格の首都地区を構成する。
首都地区自体は自治体ではなく、リベルタドルの州機能は州横断的な自治体であるカラカス大都市地区（= ベネズエラの首都カラカス）が担っている。カラカス大都市地区は、リベルタドルと、隣接諸州に属す4市からなる。

### ヨーロッパ

#### ウクライナ
ウクライナでは首都キーウ、セヴァストポリの2市が特別市 (місто зі спеціальним статусом) である。ロシアは2014年にウクライナのセヴァストポリを「編入」し、自国の連邦市として加入したと主張しているが国際的な承認は得られていない。

#### ドイツ
ドイツではベルリン、ハンブルク、およびブレーメン州が都市州 (Stadtstaat)となっている。ベルリンとハンブルクは一つの都市で一つの州（特別市）であるが、ブレーメン州はブレーメンとその外港のブレーマーハーフェンの2都市が飛び地同士で1州を構成している。ハンブルクとブレーメンは中近世から続く自由都市に由来する自由ハンザ都市だが、ベルリンの歴史的経緯は異なる。

#### ラトビア
ラトビアでは首都リガ、ダウガフピルス、イェルガヴァ、ユールマラ、リエパーヤ、レーゼクネ、ヴェンツピルスの7市が直轄市 (lielpilsētas) である。かつて7つの直轄市は地域（ラヨン）に属さないというものであったが、2009年の再編によって地域（ラヨン）は解体されて基礎自治体となっている。しかし、7直轄市は独自の議会と行政機構を持つなどその特別な地位を維持している。

#### ロシア
ロシアでは首都モスクワ、サンクトペテルブルクの2市が、州と同格の連邦市 (Город федерального значения, federal city) である。これらはそれぞれモスクワ州、レニングラード州の首都でもあるが、それらの州の一部ではない。2014年にウクライナのセヴァストポリを「編入」し、自国の連邦市として加入したと主張しているが国際的な承認は得られていない。

### その他
首都のみが広域自治体に属さない（あるいはそれに類する制度下にある）、ここまでに出ていない国について、簡単にリストアップする。具体的な制度はさまざまであり、詳細は各記事を参照。
|            | 国                 | 首都                                                  | 広域自治体（あるいは広域自治体としての別名）                                          |
| ---------- | ------------------ | ----------------------------------------------------- | ------------------------------------------------------------------------------------- |
| アジア     | アルメニア         | イェレヴァン                                          |                                                                                       |
| アジア     | インドネシア       | ジャカルタ                                            | ジャカルタ首都特別州 (Daerah Khusus Ibukota Jakarta)                                  |
| アジア     | ウズベキスタン     | タシュケント                                          | タシュケント特別市                                                                    |
| アジア     | ジョージア         | トビリシ                                              | トビリシ首都圏                                                                        |
| アジア     | シリア             | ダマスクス                                            | ダマスカス県                                                                          |
| アジア     | パキスタン         | イスラマバード                                        | イスラマバード首都圏 (وفاقی دارالحکومت, Islamabad Capital Territory)                  |
| アジア     | モンゴル           | ウランバートル                                        |                                                                                       |
| アジア     | レバノン           | ベイルート                                            | ベイルート県 (Muhāfazat Bayrūt)                                                       |
| アフリカ   | ウガンダ           | カンパラ                                              | カンパラ県 (Kampala District)                                                         |
| アフリカ   | ガンビア           | バンジュール                                          | バンジュール行政区（Local government areas）                                          |
| アフリカ   | コートジボワール   | ヤムスクロ（憲法上の首都） アビジャン（事実上の首都） | ヤムスクロ自治区 アビジャン自治区                                                     |
| アフリカ   | コンゴ民主共和国   | キンシャサ                                            |                                                                                       |
| アフリカ   | ジブチ             | ジブチ                                                |                                                                                       |
| アフリカ   | チャド             | ンジャメナ                                            |                                                                                       |
| アフリカ   | 中央アフリカ       | バンギ                                                |                                                                                       |
| アフリカ   | ニジェール         | ニアメ                                                | ニアメ首都特別区 (communauté urbaine de Niamey)                                       |
| アフリカ   | ブルンジ           | ブジュンブラ                                          |                                                                                       |
| アフリカ   | マリ               | バマコ                                                | バマコ特別区                                                                          |
| アフリカ   | モザンビーク       | マプト                                                |                                                                                       |
| アフリカ   | モーリタニア       | ヌアクショット                                        |                                                                                       |
| アメリカ   | キューバ           | ハバナ                                                |                                                                                       |
| アメリカ   | コロンビア         | ボゴタ                                                | 首都地域 (Distrito Capital)                                                           |
| アメリカ   | パラグアイ         | アスンシオン                                          | アスンシオン首都圏 (Departamento de Asunción)                                         |
| アメリカ   | ブラジル           | ブラジリア                                            | 連邦直轄区 (Distrito Federal)                                                         |
| アメリカ   | メキシコ           | メキシコシティ                                        | かつて連邦区 (Distrito Federal)。2016年以降は独立した州。                             |
| 大洋州     | オーストラリア     | キャンベラ                                            | オーストラリア首都地域 (Australian Capital Territory)                                 |
| 大洋州     | パプアニューギニア | ポートモレスビー                                      | 首都区 (National Capital District)                                                    |
| ヨーロッパ | イギリス           | ロンドン                                              | グレーター・ロンドン (Greater London)                                                 |
| ヨーロッパ | オーストリア       | ヴィーン                                              |                                                                                       |
| ヨーロッパ | チェコ             | プラハ                                                |                                                                                       |
| ヨーロッパ | ハンガリー         | ブダペシュト                                          |                                                                                       |
| ヨーロッパ | ブルガリア         | ソフィア                                              |                                                                                       |
| ヨーロッパ | ベラルーシ         | ミンスク                                              |                                                                                       |
| ヨーロッパ | ベルギー           | ブリュッセル                                          | ブリュッセル首都圏地域 (Région de Bruxelles-Capitale, Brussels Hoofdstedelijk Gewest) |
| ヨーロッパ | ルーマニア         | ブクレシュティ                                        |                                                                                       |